# Форт-Тоттен (Північна Дакота)
Форт-Тоттен (англ. Fort Totten) — переписна місцевість (CDP) в США, в окрузі Бенсон штату Північна Дакота. Населення — 1160 осіб (2020).

## Географія
Форт-Тоттен розташований за координатами 47°58′14″ пн. ш. 99°0′26″ зх. д. / 47.97056° пн. ш. 99.00722° зх. д. (47.970661, -99.007117).  За даними Бюро перепису населення США в 2010 році переписна місцевість мала площу 22,91 км², з яких 22,27 км² — суходіл та 0,63 км² — водойми.

## Демографія
Згідно з переписом 2010 року, у переписній місцевості мешкали 1243 особи в 275 домогосподарствах у складі 232 родин. Густота населення становила 54 особи/км².  Було 295 помешкань (13/км²).
Расовий склад населення:
| - 98,1 % — корінних американців - 1,0 % — білих |

До двох чи більше рас належало 0,8 %. Частка іспаномовних становила 1,0 % від усіх жителів.
За віковим діапазоном населення розподілялося таким чином: 47,8 % — особи молодші 18 років, 48,5 % — особи у віці 18—64 років, 3,7 % — особи у віці 65 років та старші. Медіана віку мешканця становила 19,3 року. На 100 осіб жіночої статі у переписній місцевості припадало 100,5 чоловіків;  на 100 жінок у віці від 18 років та старших — 99,1 чоловіків також старших 18 років.
Середній дохід на одне домашнє господарство  становив 30 830 доларів США (медіана — 23 333), а середній дохід на одну сім'ю — 30 968 доларів (медіана — 21 964). Медіана доходів становила 31 500 доларів для чоловіків та 30 375 доларів для жінок. За межею бідності перебувало 68,2 % осіб, у тому числі 75,2 % дітей у віці до 18 років та 37,3 % осіб у віці 65 років та старших.
Цивільне працевлаштоване населення становило 247 осіб. Основні галузі зайнятості: мистецтво, розваги та відпочинок — 30,8 %, освіта, охорона здоров'я та соціальна допомога — 18,6 %, публічна адміністрація — 16,6 %.